# Sfântul Gerard
Sfântul Gerard (în italiană San Gerardo, în germană Gerhard, în maghiară Gellért) (n. 23 aprilie 980, Veneția – d. 24 septembrie 1046, cetatea Buda) a fost un călugăr benedictin originar din Veneția, care a slujit în Regatul Ungariei (în special în Buda) și a fost educatorul viitorului rege Emeric, fiul lui Ștefan I al Ungariei. Sfântul Gerard  a jucat un rol de primă importanță în procesul de creștinare a ungurilor, fiind primul episcop de Cenad.
Martiriul lui Gerard a avut loc pe 24 septembrie 1046 pe Dealul Gellért din Budapesta în timpul răscoalei păgânilor conduși de Vata. Alături de el au suferit martiriul Bystrik și Buldi. Legenda spune că sfântul Gerard ar fi fost cărat până în vârful dealului într-o căruță cu două roți și a fost aruncat de pe o stâncă în vale. Când a ajuns la poalele dealului mai era încă în viață și a fost bătut până la moarte. O altă versiune a legendei susține că Gerard ar fi fost închis într-un butoi cu ținte și a fost împins la vale de pe vârful dealului.
Sfântul Gerard a fost canonizat împreună cu Sfântul Ștefan și Sfântul Emeric. Sfântul Gerard este, între altele, patronul Diecezei de Timișoara. Liceul Gerhardinum din Timișoara îi poartă numele.

## Legături externe

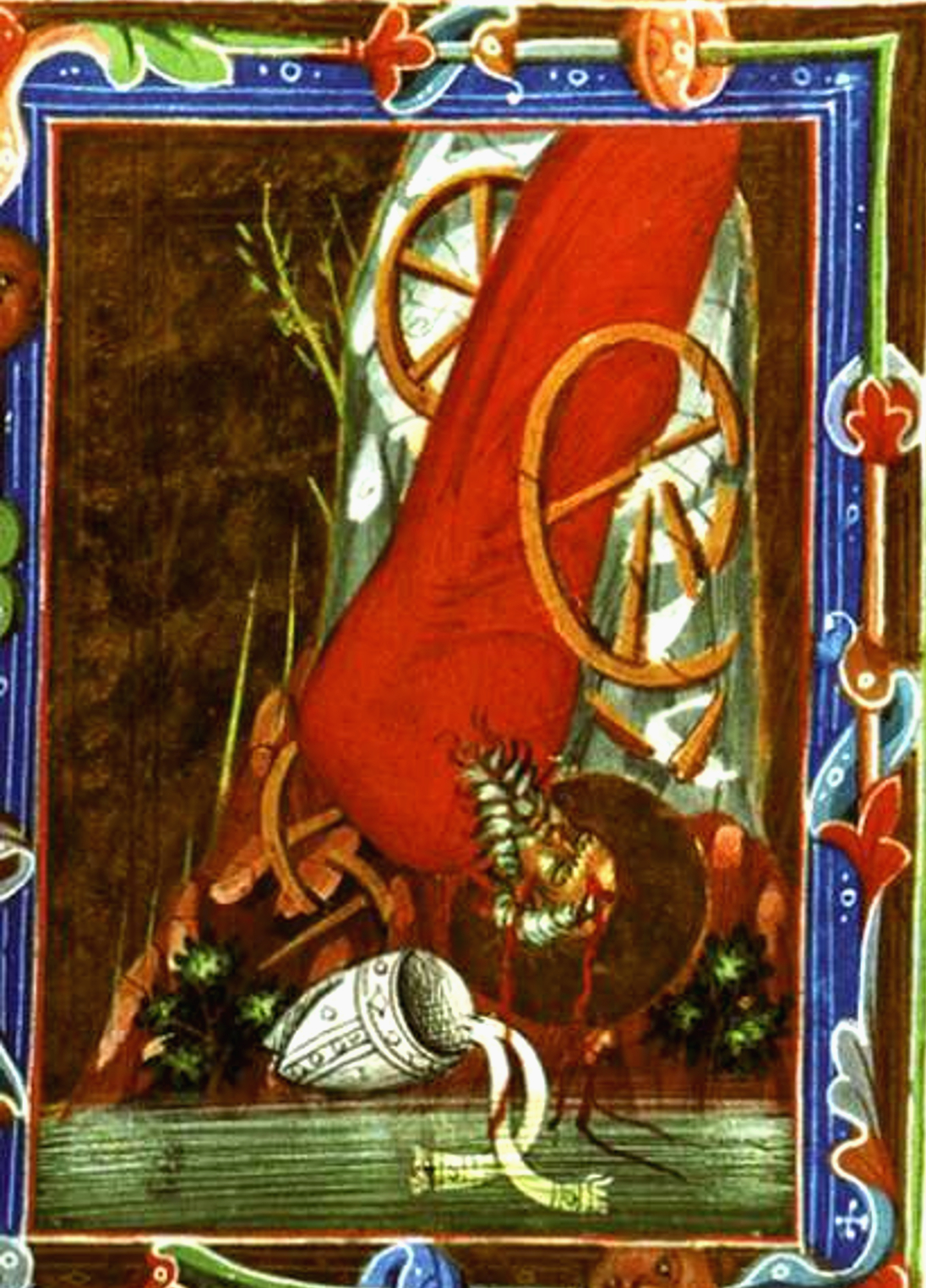
Sfântul Gellért în timpul martiriului

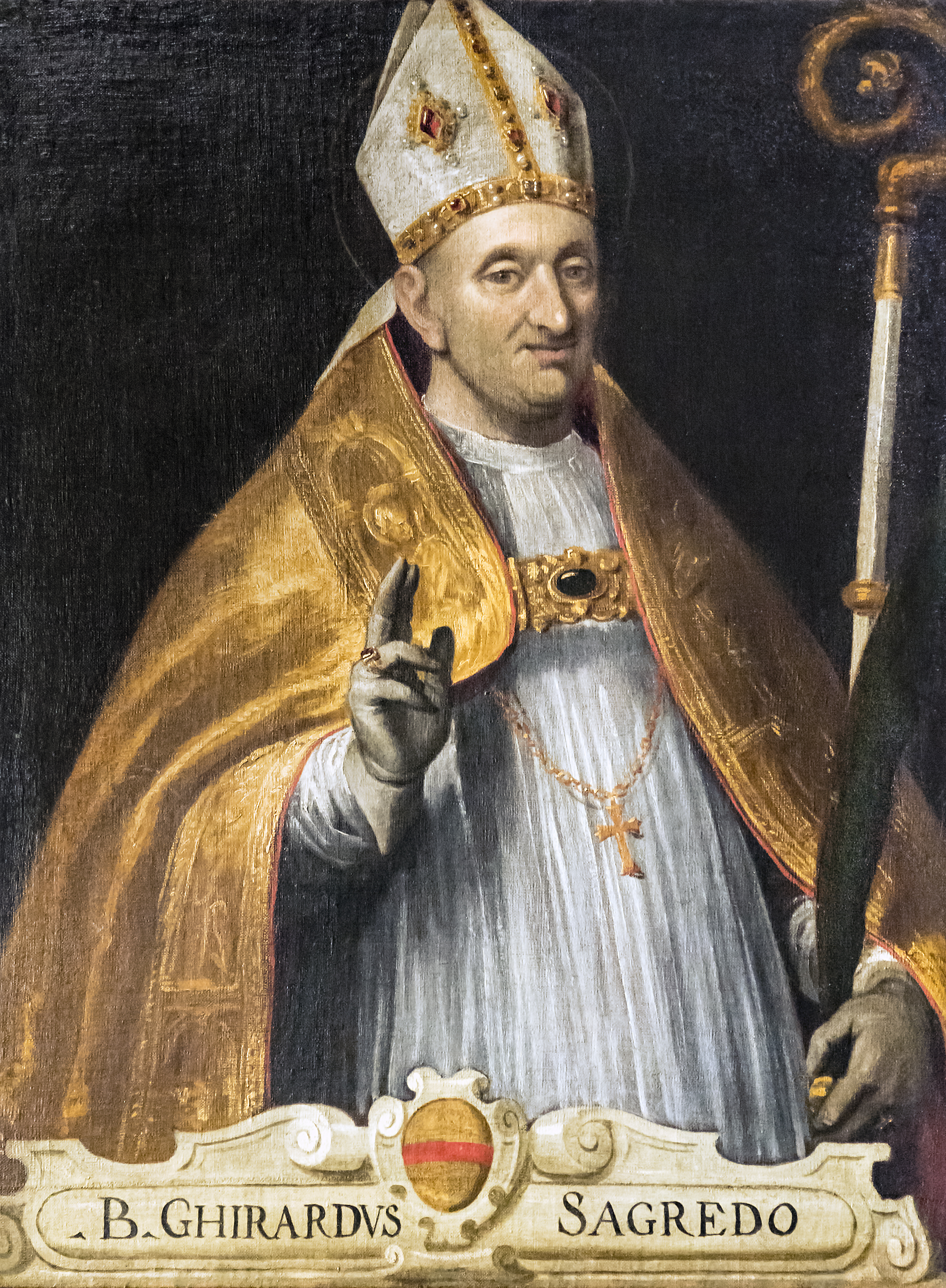
Portretul său din Veneția.